# Benzamidă
Benzamida (IUPAC: benzencarboxamidă) este un compus organic cu formula C6H5C(O)NH2. Este amida acidului benzoic. Este puțin solubilă în apă, dar solubilă în mulți solvenți organici. Există derivați substituiți de benzamidă.